# موريس توملينسون
موريس توملينسون (بالإنجليزية: Maurice Tomlinson) هو محامي جامايكي، ولد في 9 أبريل 1971.